# Thieulloy-la-Ville
Thieulloy-la-Ville település Franciaországban, Somme megyében. Lakosainak száma 140 fő (2022. január 1.). Thieulloy-la-Ville Équennes-Éramecourt, Hescamps, Méréaucourt, Sainte-Segrée és Saulchoy-sous-Poix községekkel határos.

## Népesség
A település népessége az elmúlt években az alábbi módon változott:
| Lakosok száma | 128  | 138  | 146  | 144  | 147  | 147  | 145  | 142  | 140  |
|               | 2013 | 2015 | 2016 | 2017 | 2018 | 2019 | 2020 | 2021 | 2022 |